# Sato (boisson)
Pour les articles homonymes, voir Sato.
Le sato (en thaï : สาโท) ou lao hai (เหล้าไห) est une boisson alcoolique traditionnelle produite en Thaïlande, plus particulièrement dans le Nord-Est du pays (Isan).
Cette boisson est aussi appelée alcool de riz ou rice wine (« vin de riz ») en anglais car elle est obtenue par fermentation du riz dans de grandes jarres, mais en fait il s'agit d'un type de bière, mais sans gaz. Sa production est ancestrale et certains archéologues du XIXe siècle ont même émis l'hypothèse aventureuse que les jarres de pierre de la plaine des jarres au Laos auraient servi à sa production.

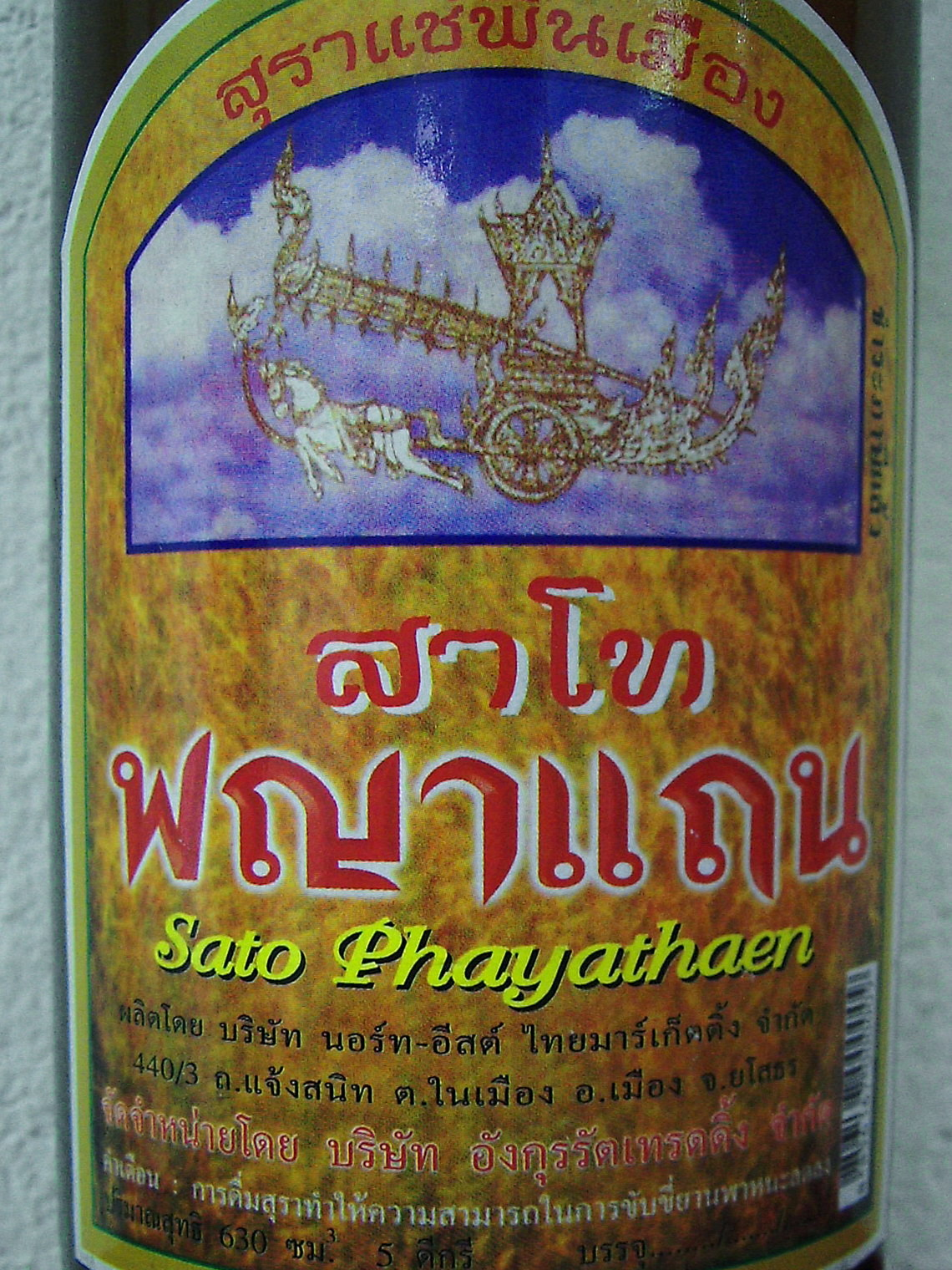
Sato Phayathaen produit pour la fête des fusées à Yasothon.

## Fabrication et caractéristiques
Le sato est obtenu à partir de :
- riz gluant (thaï : ข้าวเหนียว )
- un mélange de sucre et d'agents de fermentation microbienne pour commencer la fermentation
- de la levure
- de l'eau

Le riz bouilli mélangé avec l'agent de fermentation sucré, appelé en thaï look pang (ลูกแป้ง), est mis dans une jarre pendant trois jours durant lesquels l'amidon du riz se transforme en sucre. Puis l'eau est ajoutée et la fermentation se poursuit encore environ une semaine. Le sato est alors extrait par pression de la mélasse et filtré. Le degré alcoolique moyen atteint est de 15° et le goût est assez âcre.

## Renouveau dusato
Le sato était resté longtemps une boisson traditionnelle du pays Isaan, mais depuis les années 2000 et sous l'impulsion du programme de promotion des produits régionaux, One Tambon One Product (OTOP), une idée du premier ministre Thaksin Shinawatra, le sato a été plus largement distribué dans toute la Thaïlande à la faveur de foires et de manifestations régionales.
La forte pression touristique permis à ce produit traditionnel de devenir une curiosité prisée par les expatriés et les touristes de passage. Une recette plus sucrée, sous la marque Siam Sato est alors distribuée dans les chaînes de magasin comme Seven-Eleven.